# Claudia Celedón
Pour les articles homonymes, voir Claudia et Celedón.
Claudia Celedón, née le 15 août 1966 à Santiago du Chili, est une actrice chilienne.

## Filmographie
- 1988 : Matilde Dedos Verdes (série télévisée) : Paula
- 1989 : Bravo (série télévisée) : Nina
- 1992 : Jaguar Yu (série télévisée) (3 épisodes)
- 1999 : Fuera de Control (série télévisée) : Agata Rodríguez (3 épisodes)
- 1999 : El Chacotero Sentimental: La película : la mère de Carmen
- 2004 : Geografía del deseo (mini-série) : Fran (3 épisodes)
- 2004 : La perra (court métrage)
- 2005 : EsCool (série télévisée) : Sara Frezar / Katya Frezar
- 2005 : Casados (série télévisée) : Pili
- 2007 : Life Kills Me : Susana
- 2009 : La Nana : Pilar
- 2010 : Les Vieux Chats (Gatos viejos)  : Rosario
- 2010 : Que Pena tu Vida : Patricia O'Ryan
- 2011 : Que Pena tu Boda : Patricia O'Ryan
- 2012 : Que pena tu familia : Patricia O'Ryan
- 2012 : Solita camino (mini-série) : Mariana Aguirre (11 épisodes)
- 2014 : Mejor estar solo : María Jesús
- 2014 : Maldito Amor : Luisa
- 2015 : El Bosque de Karadima: La Serie (mini-série) : Paola (3 épisodes)
- 2016 : Rara : Ximena
- 2017 : 12 Días Que Estremecieron Chile (mini-série) : Soledad